# مو اژدها

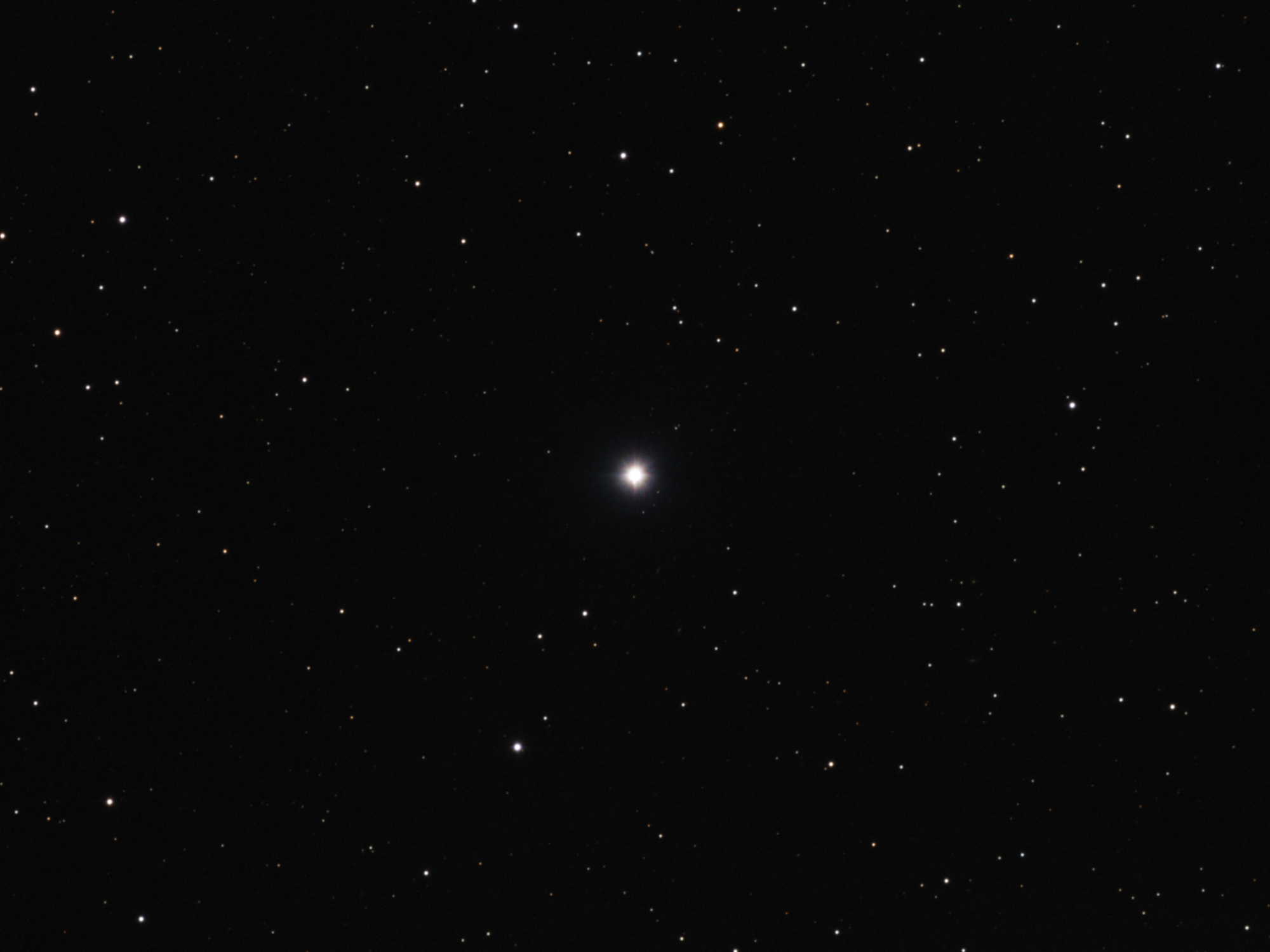
درخشان و پر نور متمایز از دیگر ستارگان

مو اژدها یک ستاره است که در صورت فلکی اژدها قرار دارد.